# Crno Brdo (Berg)
Der Crno Brdo (serbokroatisch-kyrillisch Црно брдо), zu deutsch Schwarzer Berg, ist ein 446 Meter hoher Berg in Bosnien und Herzegowina auf dem Gebiet der Stadt Čapljina.
Der Gipfel des Berges liegt rund vier Kilometer nordwestlich der Altstadt von Čapljina. Auf dem Gipfel befindet sich ein Fernmeldeturm. An den Berg führt ein gut ausgebauter Fahrweg von der Ortschaft Gorica über die Siedlungen Jasenica bis zum Weiler Jezvini. Von Jezvina bis zum Gipfel gibt es dann nur noch einen für geländegängige Fahrzeuge gangbaren Schotterweg. Vom Gipfel des Berges hat man eine weite Rundumsicht über das Tal des Flusses Trebižat.
Obschon der Crno Brdo die Kulisse beherrscht, ist seine Dominanz gering: Rund 1300 Meter westnordwestlich erhebt sich, allerdings schon auf Gebiet der Stadt Ljubuški, die Velika Gradina, die mit 465 Metern über NN 19 Meter höher ist.

## Vegetation und Nutzung
Der Berg wird, abseits der kleinen Gärten um die Hofstellen und Weiler, nur extensiv weidewirtschaftlich genutzt.
Es ist offensichtlich, dass Sozialbrache verbreitet ist. Teilweise mannshohe, sorgfältig und aufwendig errichtete Steinwälle und verfallenen Häuser zeugen, dass derzeitiges Unland einst landwirtschaftlich genutzt wurde und privatrechtlich parzelliert war.
Der Boden des Berges ist sehr steinig und mit niedrigen Bäumen und Buschwerk bestanden, die offensichtlich von den Ziegen und Schafen kurz gehalten werden. Teilweise entwickelt sich aber hochstämmiger Wald aus Pinien.
Augenfällig ist der große, verwilderte Bestand an Stechäpfeln, dessen Früchte von den Bewohnern teilweise zu Saft verarbeitet werden. Zudem gibt es große Bestände von Rosmarin und bisweilen auch Lorbeerbäumen. Ersteres wird von Bewohner der umliegenden Dörfer geerntet.

## Ortschaften
Die Ortschaft Gorica am Hang des Berges bildet mit der nördlich gelegenen Ortschaft Struge eine Art Doppel-Dorf an dessen Mitte sich die Kirche, ein Dorfladen, die Schule Gorace-Struge befinden. Beide Dörfer zusammen haben deutlich mehr als 1000 Einwohner. Die Ortschaft Gorica befindet sich mit ihren Häusern bis auf 50 Meter über NN. Alle anderen Ortschaften am bzw. auf dem Berg haben nur wenige Einwohner oder sind sogar Wüstungen. Die größte dieser Siedlungen ist Jasenica, eine Streusiedlung mit rund einem Dutzend Hofstellen. Die Häuser wirken alt und oft an der Grenze zur Baufälligkeit. Eine Ausnahme stellt hier eine offensichtlich neue erbaute Moschee dar, die sich am Nordende von Jasenica befindet und mit ihrem Turm das Dorf dominiert.
Die Bewohnerschaft der großen Ortschaften am Fuße des Berges besteht in großer Mehrheit aus bosnischen Kroaten, während am und auf dem Berg die, insgesamt aber geringe, Bevölkerung mehrheitlich aus Bosniaken besteht.

## Aufstieg
Der Aufstieg von Gorica dauert rund zwei Stunden. Lediglich in Gorica gibt es für die Proviantierung zwei kleine Cafés und einen Tante-Emma-Laden. Am Wege des eigentlichen Aufstiegs oberhalb des Dorfes gibt es keinerlei Einkehrmöglichkeiten. Natürliche Fließgewässer oder Quellen am Berg fehlen.
Es verkehrt regelmäßig, wohl zweimal am Tage, ein öffentlicher Kleinbus bis zur Endstation Jezvini. Von dort sind es nur rund 800 Meter bis zum Gipfel. Alternative Aufstiege abseits des beschriebenen Weges sind praktisch ausgeschlossen, da die Flanken des Berges im Wesentlichen durch buschartige und kaum gangbare Macchie bewachsen sind. Touristisch ist der Berg nur von geringer Bedeutung. Der Wanderweg ist nur wenig genutzt.

## Bilder

Blick von Süden über den Weiler  Jezvini auf den Gipfel, der hier niedriger erscheint als der Gipfel des Nachbarberges Velika Gradina nördlich, aber anschaulich die geringe Dominanz des Crno Brdo belegt
Der Gipfelbereich des Crdo Brdo
Aussicht vom Gipfel nach Norden auf die im Bau befindliche Autobahn Split-Sarajewo